# La Moufle (film, 1967)
Pour les articles homonymes, voir Moufle et La Moufle (court métrage).
Pour plus de détails, voir Fiche technique et Distribution.
La Moufle (en russe : Варежка, Varejka) est un film de marionnettes muet soviétique réalisé par Roman Katchanov aux studios Soyouzmoultfilm et sorti en 1967.

## Synopsis
Une fillette rêve d'avoir un chien et va chercher un petit chiot de la chienne de sa voisine. Mais sa maman stricte et occupée lui ordonne de ramener le petit animal. La fille commence à jouer avec sa moufle en tricot, comme si c'était un chiot. La moufle se transforme en un vrai chiot, de couleur rouge avec le même dessin sur le dos que celui de la moufle.
Ravie la fillette conduit son nouvel ami à une compétition canine, où les participants à quatre pattes doivent retrouver un bâton enfui dans la neige. Le chiot-moufle le trouve le premier et se précipite vers la ligne d'arrivée, mais sa queue s'accroche à un obstacle. Le bâton est perdu et ramassé par un autre chien. De retour à la maison, la fillette va chercher à manger pour son chiot. Sa maman la surprend assise sur un paillasson d'entrée caressant la moufle qui entre-temps a retrouvé sa forme initiale, devant un bol de lait. Elle comprend enfin combien sa fille rêve d'un chien. Elle remonte chez les voisins et reprend le chiot dont elle ne voulait pas au départ.

## Fiche technique
- Titre : La Moufle
- Réalisation : Roman Katchanov
- Photographie : Iosif Golomb (ru)
- Scénario : Jeanna Vitenzon (ru)
- Character designer : Leonid Schwartzman (ru)
- Marionnettes et décors : Roman Gourov (ru), Pavel Goussev (ru), Oleg Massaïnov (ru)
- Animateurs : Iouri Norstein, Viatcheslav Chilobreïev (ru), Maïa Bouzinova, Iosif Dokcha
- Montage : Vera Gokke
- Rédaction : Natalia Abramova (ru)
- Musique : Vadim Gamalia (ru)
- Son : Gueorgui Martyniouk
- Producteur exécutif : Nathan Bitman (ru)
- Production : Soyuzmultfilm Studio
- Format : 35 mm
- Pays d'origine : URSS
- Durée : 10 minutes
- sortie : 1967
- Langue : russe

## Récompenses
En 1967, il remporte le prix du festival international du film d'animation d'Annecy.